# Store Torskefjorden
Store Torskefjorden (nordsamisk: Stuorra Dorskavuotna) er en fjordarm af Laksefjorden i Lebesby kommune i Troms og Finnmark fylke i Norge. Fjorden går 5,5 km mod sydøst til Haug i enden af fjorden.
Fjorden har indløb mellem Store Torskefjordklubben i nord og Lille Torskefjordklubben i syd. Syd for Lille Torskefjordklubben ligger Lille Torskefjorden. Gården Hamna ligger på sydsiden af fjorden og lige øst for Hamna smalner fjorden kraftig ind til et sund der  bliver kaldt Straumen. I den indre del af fjorden ligger gårdene Eidet, Moen og Haug på sydsiden. Fjorden er 51 meter på det dybeste, lige nord for Hamna.